# Umeda Dai Building
L'Umeda Dai Building (梅田ダイビル) est un gratte-ciel construit à Osaka entre 1997 et 2000 et mesurant 121 mètres de hauteur.
L'immeuble a été conçu par l'agence d'architecture Nikken Sekkei